# Nino Malinverni
Nino Malinverni (Vercelli, 3 de agosto de 1926 - Vercelli, 10 de enero de 2013) fue un futbolista profesional italiano que jugaba en la posición de centrocampista.

## Carrera
Después de su debut en la Serie C con el Calcio Chieti y el Empoli, en 1954 es traspasado al Catania donde disputa 15 partidos en la Serie A durante la temporada 1954-1955 y 51 más en las próximas dos temporadas en la Serie B.
Tras un año en la Serie D con el Fanfulla, volvió a la Serie C con la camiseta del Pro Patria y el Pro Vercelli, siendo este equipo el último de su carrera.
Falleció el 10 de enero de 2013.

## Clubes
| Club          | País   | Año         |
| ------------- | ------ | ----------- |
| Calcio Chieti | Italia | 1951 - 1952 |
| Empoli        | Italia | 1952 - 1954 |
| Catania       | Italia | 1954 - 1957 |
| Fanfulla      | Italia | 1957 - 1958 |
| Pro Patria    | Italia | 1958 - 1959 |
| Pro Vercelli  | Italia | 1959 - 1960 |